# John Theophilus Desaguliers
John Theophilus ou Jean Théophile Desaguliers (La Rochelle, 12 de março de 1683 — Londres, 29 de fevereiro de 1744) foi um filósofo natural francês.
Membro da Royal Society de Londres, assistente e divulgador de Isaac Newton.

## Vida
Ele estudou em Oxford e depois popularizou as teorias newtonianas e suas aplicações práticas em palestras públicas. O patrono mais importante de Desaguliers foi James Brydges, 1º Duque de Chandos. Como maçom, Desaguliers foi fundamental para o sucesso da primeira Grande Loja em Londres no início da década de 1720 e serviu como seu terceiro Grão-Mestre.

## Publicações
Desaguliers escreveu sobre muitos tópicos para as Philosophical Transactions of the Royal Society, produziu várias edições de notas para os auditores de suas palestras e escreveu poesia ocasional. Ele traduziu trabalhos técnicos do francês e do latim para o inglês, muitas vezes acrescentando seus próprios comentários. Seu próprio Curso de Filosofia Experimental foi traduzido para o holandês e o francês.

### Algumas obras originais
- A Sermon Preach’d before the King at Hampton Court (Londres, 1717)
- The Newtonian System of the World, the Best Model of Government: An Allegorical Poem (Westminster, 1728)
- A Course of Experimental Philosophy, 1st edition, Vol I (Londres, 1734) e Vol II (Londres 1744)
- A Dissertation Concerning Electricity (Londres, 1742)

### Algumas traduções
- Ozanam, Jacques, A Treatise of Fortification, (Oxford, 1711)
- Ozanam, Jacques, A Treatise of Gnomonicks, or Dialling, (Oxford, 1712)
- Gauger, Nicolas, Fires Improv’d: Being a New Method of Building Chimneys, (London, 1st ed., 1715; 2nd ed., 1736)
- Mariotte, Edmé, The Motion of Water and other Fluids, being a Treatise on Hydrostaticks, (Londres, 1718)
- 'sGravesande, Willem, Mathematical Elements of Natural Philosophy Confirmed by Experiment, or an Introduction to Sir Isaac Newton’s Philosophy (London, 1720)
- Pitcairn, Archibald, The Whole Works of Dr Archibald Pitcairn (tratado sobre física traduzido do latim em colaboração com George Sewell) (2ª ed., Londres, 1727).
- Vaucanson, Jacques, An Account of the Mechanism of an Automaton, (Londres, 1742)

## Homenagens
Foi o único a receber a Medalha Copley três vezes:
- 1734: "Em consideração aos seus diversos experimentos apresentados à Royal Society"
- 1736: "Por seus experimentos realizados durante o ano"
- 1741: "Por seus experimentos dedicados à descoberta das propriedades da eletricidade"